# Thalassa, Thalassa
Thalassa, Thalassa este un film românesc din 1994 regizat de Bogdan Dumitrescu. Rolurile principale au fost interpretate de actorii Silvia Gheorghe, Alexandru Cristea, Alexandru Anghel.

## Distribuție
Distribuția filmului este alcătuită din:
- Dănuț Pozdo — Sisi
- Silvia Gheorghe — Anuța
- Cristian Paulică — Jan
- Alexandru Anghel — Pașa
- Alexandru Cristea — Fane
- Constantin Tănase — Roșu
- Viorel Pătruț — Mortu